# TT20

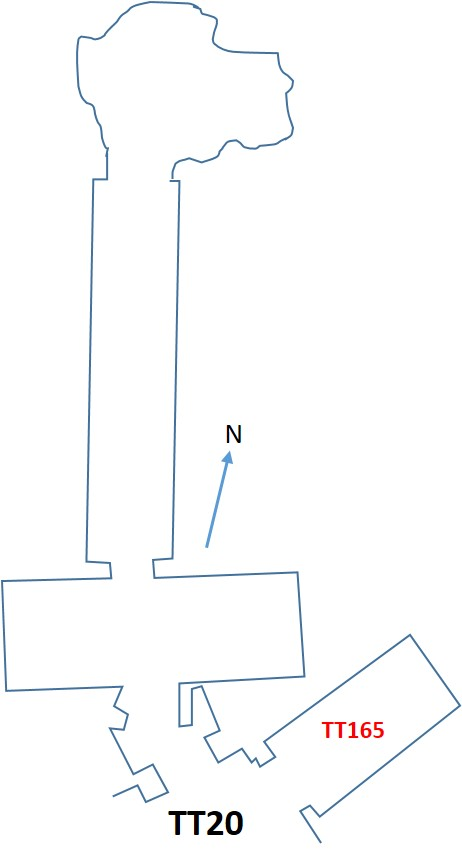
Schematischer Plan des Grabes

Das Grab TT20 (Theban Tomb – Thebanisches Grab Nummer 20) befindet sich in Theben-West bei dem modernen Ort Luxor in Ägypten in dem Nekropolenteil, der heute als Dra Abu el-Naga bezeichnet wird. Die Grabanlage gehört dem Bürgermeister von Tjebu Mentuherchepeschef, der wahrscheinlich unter Thutmosis III. lebte und amtierte. Das Grab ist vor allem wegen seiner Darstellung von Begräbnisritualen von Bedeutung.
Die Grabkapelle besteht aus einer T-förmigen Kapelle, deren Wände mit Kalkstein verkleidet waren, auf dem sich die Reliefs der Grabdekoration befinden. Die Grabkammer konnte über einen Schacht erreicht werden. Vor allem die Szenen auf der Südwand waren noch relativ gut erhalten, während sich von den Darstellungen auf der Nordwand nur noch Reste fanden. Auf der Nordwand der Kapelle befand sich einst eine Szene, die den Grabbesitzer mit Pfeil und Bogen bei der Jagd in der Wüste zeigte. Nur noch wenige Reste, vor allem der Wüstentiere, waren jedoch erhalten, als die Szene von Nina de Garis Davies aufgenommen wurde. Auf dieser Wand befand sich auch das Bild zweier Männer vor einem Opfertisch.
Auf der Südwand sind vor allem Begräbnisrituale wiedergegeben. Ganz rechts sitzen Mentuherchepeschef und seine Gemahlin Tayseber vor einem Opfertisch, davor sieht man in drei Reihen Begräbnisrituale. In einem langen, untersten Register wird in einem langen Zug der Sarg des Mentuherchepeschef herbeigezogen.